# House of Balloons
House of Balloons es el mixtape debut del cantante canadiense The Weeknd. Fue lanzado como descarga digital gratuita el 21 de marzo de 2011, por XO, y luego se encontró disponible en su sitio web oficial. Su música incorpora géneros electrónicos y urbanos, incluyendo R&B y soul, junto con trip hop, indie rock y tonos de dream pop. La producción estuvo a cargo de los productores discográficos canadienses Doc McKinney, Zodiac e Illangelo, entre otros.
En septiembre de 2013, The Weeknd reveló que The House of Balloons es un lugar real, ubicado en la 65 Spencer Ave en Toronto.

## Música
La música ecléctica del álbum usa samples de sencillos de Beach House y de la canción de 2001 de Aaliyah, «"Rock the Boat"». La canción del título homónimo al disco samplea en gran medida al sencillo de Siouxsie And The Banshees de 1980, «"Happy House"». La canción «"The Knowing"» contiene fragmentos de «"Cherry-Coloured Funk"» de Cocteau Twins. Joe Colly de Pitchfork Media observó "cuentos extraños, de la mañana siguiente, de lujuria, dolor e indulgencia excesiva" complementados por "música exuberante y abatida" en el álbum, y compara su "calidad nocturna específica" con la de The xx en su álbum debut homónimo lanzado en 2009. Eric Grandy, igualmente de Pitchfork Media, escribe que la canción que da título al álbum tiene a The Weeknd "de manera muy emotiva en un falsete andrógino de un minuto, murmurando increíbles maldiciones al siguiente". Paul Lewster de The Guardian considera que, aunque más de la mitad del mixtape contiene muestras, con solo la canción del título se hace "notable".

## Promoción
La canción «"High for This"» se presentó en la promoción de la última temporada de la serie de HBO Entourage en julio de 2011. El 24 de noviembre de 2011, el primer video musical oficial de The Weeknd, para su canción «"The Knowing»", apareció en Internet en su página de Vimeo. La canción fue lanzada por junto con House of Balloons y el video fue dirigido por el cineasta francés Mikael Colombu, quien también trabajó con el cantante Cee Lo Green. El clip de casi ocho minutos es descrito por las autoras Carrie Battan y Amy Phillips de Pitchfork como "un viaje en el tiempo, Afrofuturista, una batalla de ciencia ficción de los sexos que exige ser visto en HD".

## Recepción

### Crítica
Tras su lanzamiento, House of Balloons recibió la aclamación generalizada de los críticos musicales. Precedido por una serie de versiones únicas de buzz de bajo perfil a lo largo de 2010, el mixtape atrajo un gran interés debido a la identidad anónima del individuo detrás de The Weeknd. Metacritic, que asigna una calificación normalizada basada en comentarios de profesionales de la industria, otorgó a House of Balloons una puntuación de 87 sobre 100, lo que indica "aclamación universal".  Sean Fennessey, de The Village Voice, quedó impresionado por la mixtape, calificándola de "paciente, a menudo espléndida y consistentemente louche... con el tipo de vientre reventado y melodías cargadas de ecos que hizo que Thank Me Later, de Drake, tuviera menos de un año, como una guía influyente de Abel". Maegan McGregor de Exclaim! afirmó que House of Balloons "se destaca fácilmente como uno de los mejores debuts del año hasta ahora, hipster, top 40 o de culquiero otro tipo". Tyler Fisher de Sputnikmusic dijo que "a pesar de ser un álbum gratuito, House of Balloons se siente como un verdadero álbum, un verdadero trabajo con amor". Tom Ewing de The Guardian sintió que aunque las voces y letras de The Weeknd en House of Balloons "no son especialmente fuertes para los estándares del R&B", gran parte de la atención del álbum se vio atraída por su fuerte dominio del humor". En una reseña de MSN Music, Robert Christgau le dio al álbum una mención de honor de tres estrellas (), indicando "un esfuerzo agradable para los consumidores que estén en sintonía con su primordial visión estética o individual que bien pueden atesorar".
En diciembre de 2011, Metacritic determinó que House of Balloons era el tercer proyecto mejor calificado del año. Además, el mixtape apareció en varias listas de álbumes de final de año de críticos y publicaciones musicales. Complex lo llamó el "mejor álbum de 2011; Stereogum se colocó en el número 5; The Guardian en el número 8; The A.V. Club en el número 6; SPIN lo posicionó (junto a Thursday) en el número 13; mientras que en Pitchfork se ubicó en la décima posición. En general, House of Balloons fue el séptimo álbum mencionado con más frecuencia en la mayoría de los top 10 anuales de trabajos discográficos. El mixtape fue nominado al Premio de la Música Polaris de 2011. La canción principal del mixtape, «"House of Balloons"» se colocó en la lista de Pitchfork de las 100 mejores canciones de 2011 en el número 57, mientras que «"The Morning"» fue el número 15.

## Lista de canciones
| N.º | Título                                  | Escritor(es)                                                              | Productor(s)              | Duración |  |
| 1.  | «High for This»                         | Abel Tesfaye Adrien Gough Henry Walter                                    | Dream Machine             | 4:07     |  |
| 2.  | «What You Need»                         | Tesfaye Jeremy Rose                                                       | Rose The Weeknd           | 3:26     |  |
| 3.  | «House of Balloons / Glass Table Girls» | Tesfaye Martin McKinney Carlo Montagnese Siouxsie Sioux Steven Severin    | Doc McKinney Illangelo    | 6:47     |  |
| 4.  | «The Morning»                           | Tesfaye McKinney Montagnese                                               | Doc McKinney Illangelo    | 5:15     |  |
| 5.  | «Wicked Games»                          | Tesfaye McKinney Montagnese Rainer Millar Blancheur                       | Doc McKinney Illangelo    | 5:25     |  |
| 6.  | «The Party & The After Party»           | Tesfaye Rose Blanchaer Victoria Legrand Alex Scally                       | Rose The Weeknd Blanchaer | 7:39     |  |
| 7.  | «Coming Down»                           | Tesfaye McKinney Montagnese                                               | Doc McKinney Illangelo    | 4:55     |  |
| 8.  | «Loft Music»                            | Tesfaye Rose Legrand Scally                                               | Rose The Weeknd           | 6:04     |  |
| 9.  | «The Knowing»                           | Tesfaye McKinney Montagnese Elizabeth Fraser Robin Guthrie Simon Raymonde | Doc McKinney Illangelo    | 5:41     |  |

| Relanzamiento de 2012 con pistas de bonificación |                |                             |                    |          |  |
| N.º                                              | Título         | Escritor(es)                | Productor(s)       | Duración |  |
| 10.                                              | «Twenty Eight» | Tesfaye McKinney Montagnese | McKinney Illangelo | 4:18     |  |

Créditos de los samples
- «House of Balloons / Glass Table Girls» contiene un sample de  «"Happy House"» interpretado por Siouxsie And The Banshees y uno sin acreditar de «"Closer"» interpretado por Nine Inch Nails.
- «"The Party & The After Party"»  contiene un sample de «"Master of None"» interpretado por Beach House.
- «"Loft Music"» contiene un sample de «"Gila"» interpretado por Beach House.
- «"The Knowing"» contiene un sample de «"Cherry Coloured Funk"» interpretado por Cocteau Twins.
- En la versión del mixtape publicado originalmente en línea, «"What You Need"» contenía un sample de «"Rock the Boat"» interpretado por Aaliyah.